# Coppa del Generalissimo 1954 (hockey su pista)
La Coppa del Generalissimo 1954 è stata l'11ª edizione della principale coppa nazionale spagnola di hockey su pista. Il torneo ha avuto luogo dal 1º al 3 maggio 1954.
Il trofeo è stato vinto dall'Espanyol per la sesta volta nella sua storia superando in finale il Reus Deportiu.

## Squadre qualificate
- Barcellona
- Cerdanyola
- Espanyol
- Femsa Madrid

- Girona
- PAS Alcoy
- Reus Deportiu
- SEU Valencia

## Risultati

### Quarti di finale
| Squadra 1      | Risultato | Squadra 2     |
| -------------- | --------- | ------------- |
| 1º maggio 1954 |           |               |
| Barcellona     | 7 - 1     | SEU Valencia  |
| Cerdanyola     | 2 - 3     | Reus Deportiu |
| Espanyol       | 7 - 1     | PAS Alcoy     |
| Femsa Madrid   | 1 - 2     | Girona        |

### Semifinali
| Squadra 1     | Risultato | Squadra 2     |
| ------------- | --------- | ------------- |
| 2 maggio 1954 |           |               |
| Barcellona    | 1 - 5     | Reus Deportiu |
| Espanyol      | 1 - 0     | Girona        |

### Finale
| Valencia 3 maggio 1954 | Espanyol | 2 – 1 | Reus Deportiu |  |